# Formula–1 francia nagydíj

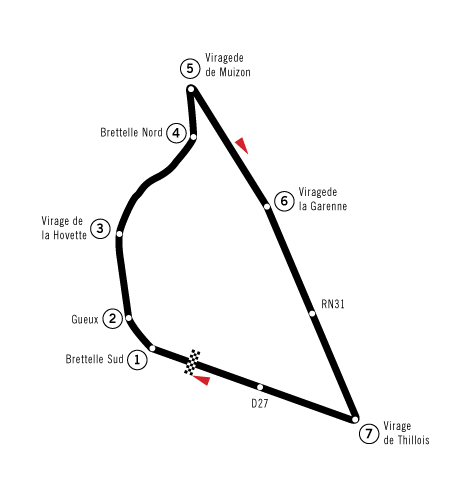
Circuit de Reims-Gueux

A francia nagydíjat 1950-ben rendezték meg először a Formula–1-ben, Rouen környékén. Addig a Franciaországban rendezett versenyeket hivatalosan Grand Prix de l'Automobile Club de France–nak nevezték. Már a Formula–1-es világbajnokság kezdete előtt is rendeztek francia nagydíjakat, az elsőt 1906-ban, amelyet Szisz Ferenc nyert meg. A nagydíjat 1950-től 2008-ig mindössze egy megszakítással 1955-ben, minden évben megrendezték. 1950 és 1990 között összesen hat különböző pályán rendezték meg Franciaország Formula–1-es nagydíját, melyek a következők: Rouen-Les-Essarts, Reims-Gueux, Bugatti Circuit, Circuit de Charade, Circuit Paul Ricard, Circuit de Dijon-Prenois. 

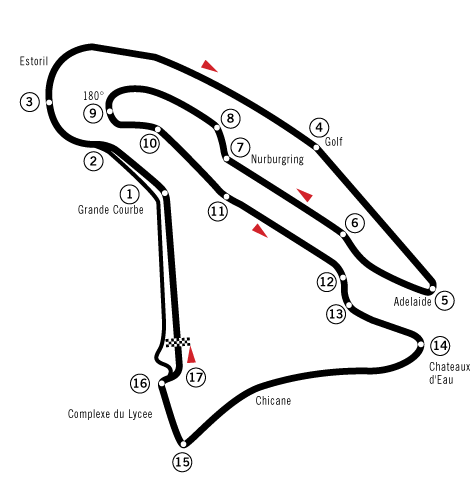
Circuit Magny Cours

Circuit de Dijon-Prenois

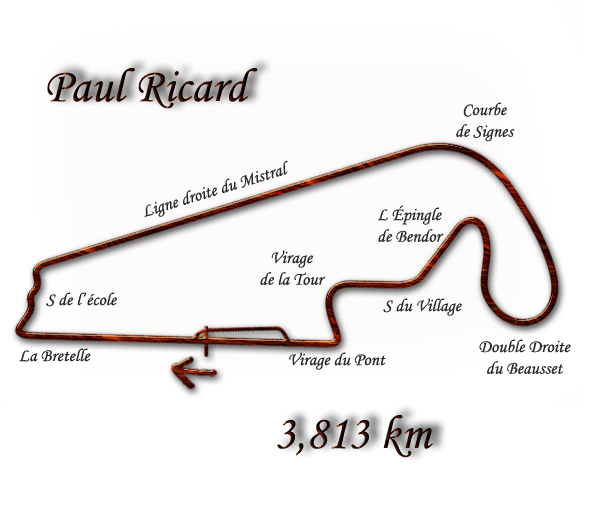
Old Paul Ricard

Circuit Le Mans Bugatti

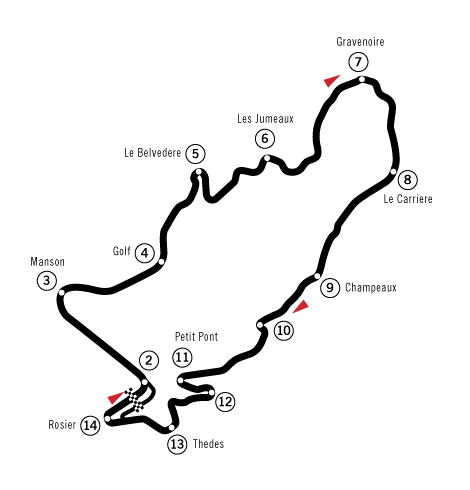
Circuit de Charade

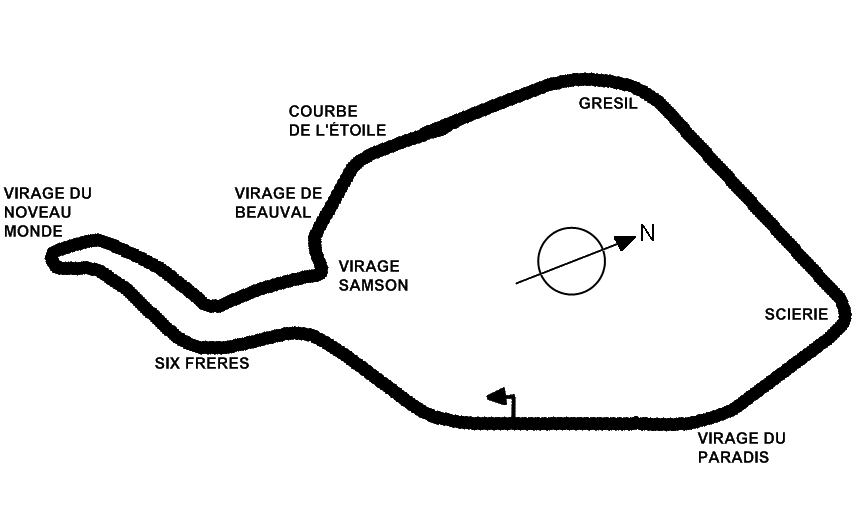
Rouen-les-Essarts

1991-től a Neverstől nem messze található, burgundiai Circuit de Nevers Magny-Cours pálya adott otthont a nagydíjnak. A nagydíj 2009-től közel 10 évig nem szerepelt a versenynaptárban, viszont 2018-tól ismét megrendezik.
2022-ben a Paul Ricard Formula–1-es szerződése lejárt, amit nem hosszabbítottak meg. Ezért 2023-ban nem rendeznek francia nagydíjat.

## Szponzorok
Rhône-Poulenc francia nagydíj 1988–1993

Mobil 1 francia nagydíj 1998–2004

Allianz francia nagydíj 2005–2007

RBS francia nagydíj 2008

## Futamgyőztesek
| Év         | Versenyző                        | Csapat/Motor       | Helyszín          | Összefoglaló  |
| ---------- | -------------------------------- | ------------------ | ----------------- | ------------- |
| 2022       | Max Verstappen                   | Red Bull-RBPT      | Paul Ricard       | Összefoglaló  |
| 2021       | Max Verstappen                   | Red Bull-Honda     | Paul Ricard       | Összefoglaló  |
| 2020       | törölve                          | törölve            | törölve           | törölve       |
| 2019       | Lewis Hamilton                   | Mercedes           | Paul Ricard       | Összefoglaló  |
| 2018       | Lewis Hamilton                   | Mercedes           | Paul Ricard       | Összefoglaló  |
| 2017 –2009 | Nem rendeztek                    | Nem rendeztek      | Nem rendeztek     | Nem rendeztek |
| 2008       | Felipe Massa                     | Ferrari            | Magny-Cours       | Összefoglaló  |
| 2007       | Kimi Räikkönen                   | Ferrari            | Magny-Cours       | Összefoglaló  |
| 2006       | Michael Schumacher               | Ferrari            | Magny-Cours       | Összefoglaló  |
| 2005       | Fernando Alonso                  | Renault            | Magny-Cours       | Összefoglaló  |
| 2004       | Michael Schumacher               | Ferrari            | Magny-Cours       | Összefoglaló  |
| 2003       | Ralf Schumacher                  | Williams-BMW       | Magny-Cours       | Összefoglaló  |
| 2002       | Michael Schumacher               | Ferrari            | Magny-Cours       | Összefoglaló  |
| 2001       | Michael Schumacher               | Ferrari            | Magny-Cours       | Összefoglaló  |
| 2000       | David Coulthard                  | McLaren-Mercedes   | Magny-Cours       | Összefoglaló  |
| 1999       | Heinz-Harald Frentzen            | Jordan-Mugen-Honda | Magny-Cours       | Összefoglaló  |
| 1998       | Michael Schumacher               | Ferrari            | Magny-Cours       | Összefoglaló  |
| 1997       | Michael Schumacher               | Ferrari            | Magny-Cours       | Összefoglaló  |
| 1996       | Damon Hill                       | Williams-Renault   | Magny-Cours       | Összefoglaló  |
| 1995       | Michael Schumacher               | Benetton-Renault   | Magny-Cours       | Összefoglaló  |
| 1994       | Michael Schumacher               | Benetton-Ford      | Magny-Cours       | Összefoglaló  |
| 1993       | Alain Prost                      | Williams-Renault   | Magny-Cours       | Összefoglaló  |
| 1992       | Nigel Mansell                    | Williams-Renault   | Magny-Cours       | Összefoglaló  |
| 1991       | Nigel Mansell                    | Williams-Renault   | Magny-Cours       | Összefoglaló  |
| 1990       | Alain Prost                      | Ferrari            | Paul Ricard       | Összefoglaló  |
| 1989       | Alain Prost                      | McLaren-Honda      | Paul Ricard       | Összefoglaló  |
| 1988       | Alain Prost                      | McLaren-Honda      | Paul Ricard       | Összefoglaló  |
| 1987       | Nigel Mansell                    | Williams-Honda     | Paul Ricard       | Összefoglaló  |
| 1986       | Nigel Mansell                    | Williams-Honda     | Paul Ricard       | Összefoglaló  |
| 1985       | Nelson Piquet                    | Brabham-BMW        | Paul Ricard       | Összefoglaló  |
| 1984       | Niki Lauda                       | McLaren-TAG        | Dijon             | Összefoglaló  |
| 1983       | Alain Prost                      | Renault            | Paul Ricard       | Összefoglaló  |
| 1982       | René Arnoux                      | Renault            | Paul Ricard       | Összefoglaló  |
| 1981       | Alain Prost                      | Renault            | Dijon             | Összefoglaló  |
| 1980       | Alan Jones                       | Williams-Ford      | Paul Ricard       | Összefoglaló  |
| 1979       | Jean-Pierre Jabouille            | Renault            | Dijon             | Összefoglaló  |
| 1978       | Mario Andretti                   | Lotus-Ford         | Paul Ricard       | Összefoglaló  |
| 1977       | Mario Andretti                   | Lotus-Ford         | Dijon             | Összefoglaló  |
| 1976       | James Hunt                       | McLaren-Ford       | Paul Ricard       | Összefoglaló  |
| 1975       | Niki Lauda                       | Ferrari            | Paul Ricard       | Összefoglaló  |
| 1974       | Ronnie Peterson                  | Lotus-Ford         | Dijon             | Összefoglaló  |
| 1973       | Ronnie Peterson                  | Lotus-Ford         | Paul Ricard       | Összefoglaló  |
| 1972       | Jackie Stewart                   | Tyrrell-Ford       | Charade           | Összefoglaló  |
| 1971       | Jackie Stewart                   | Tyrrell-Ford       | Paul Ricard       | Összefoglaló  |
| 1970       | Jochen Rindt                     | Lotus-Ford         | Charade           | Összefoglaló  |
| 1969       | Jackie Stewart                   | Matra-Ford         | Charade           | Összefoglaló  |
| 1968       | Jacky Ickx                       | Ferrari            | Rouen-Les-Essarts | Összefoglaló  |
| 1967       | Jack Brabham                     | Brabham-Repco      | Le Mans           | Összefoglaló  |
| 1966       | Jack Brabham                     | Brabham-Repco      | Reims             | Összefoglaló  |
| 1965       | Jim Clark                        | Lotus-Climax       | Charade           | Összefoglaló  |
| 1964       | Dan Gurney                       | Brabham-Climax     | Rouen-Les-Essarts | Összefoglaló  |
| 1963       | Jim Clark                        | Lotus-Climax       | Reims             | Összefoglaló  |
| 1962       | Dan Gurney                       | Porsche            | Rouen-Les-Essarts | Összefoglaló  |
| 1961       | Giancarlo Baghetti               | Ferrari            | Reims             | Összefoglaló  |
| 1960       | Jack Brabham                     | Cooper-Climax      | Reims             | Összefoglaló  |
| 1959       | Tony Brooks                      | Ferrari            | Reims             | Összefoglaló  |
| 1958       | Mike Hawthorn                    | Ferrari            | Reims             | Összefoglaló  |
| 1957       | Juan Manuel Fangio               | Maserati           | Rouen-Les-Essarts | Összefoglaló  |
| 1956       | Peter Collins                    | Ferrari            | Reims             | Összefoglaló  |
| 1955       | Nem rendeztek                    | Nem rendeztek      | Nem rendeztek     | Nem rendeztek |
| 1954       | Juan Manuel Fangio               | Mercedes-Benz      | Reims             | Összefoglaló  |
| 1953       | Mike Hawthorn                    | Ferrari            | Reims             | Összefoglaló  |
| 1952       | Alberto Ascari                   | Ferrari            | Rouen-Les-Essarts | Összefoglaló  |
| 1951       | Luigi Fagioli Juan Manuel Fangio | Alfa Romeo         | Reims             | Összefoglaló  |
| 1950       | Juan Manuel Fangio               | Alfa Romeo         | Reims             | Összefoglaló  |

## Külső hivatkozások
- Motorsport-Total.com